# Daniel Ziblatt

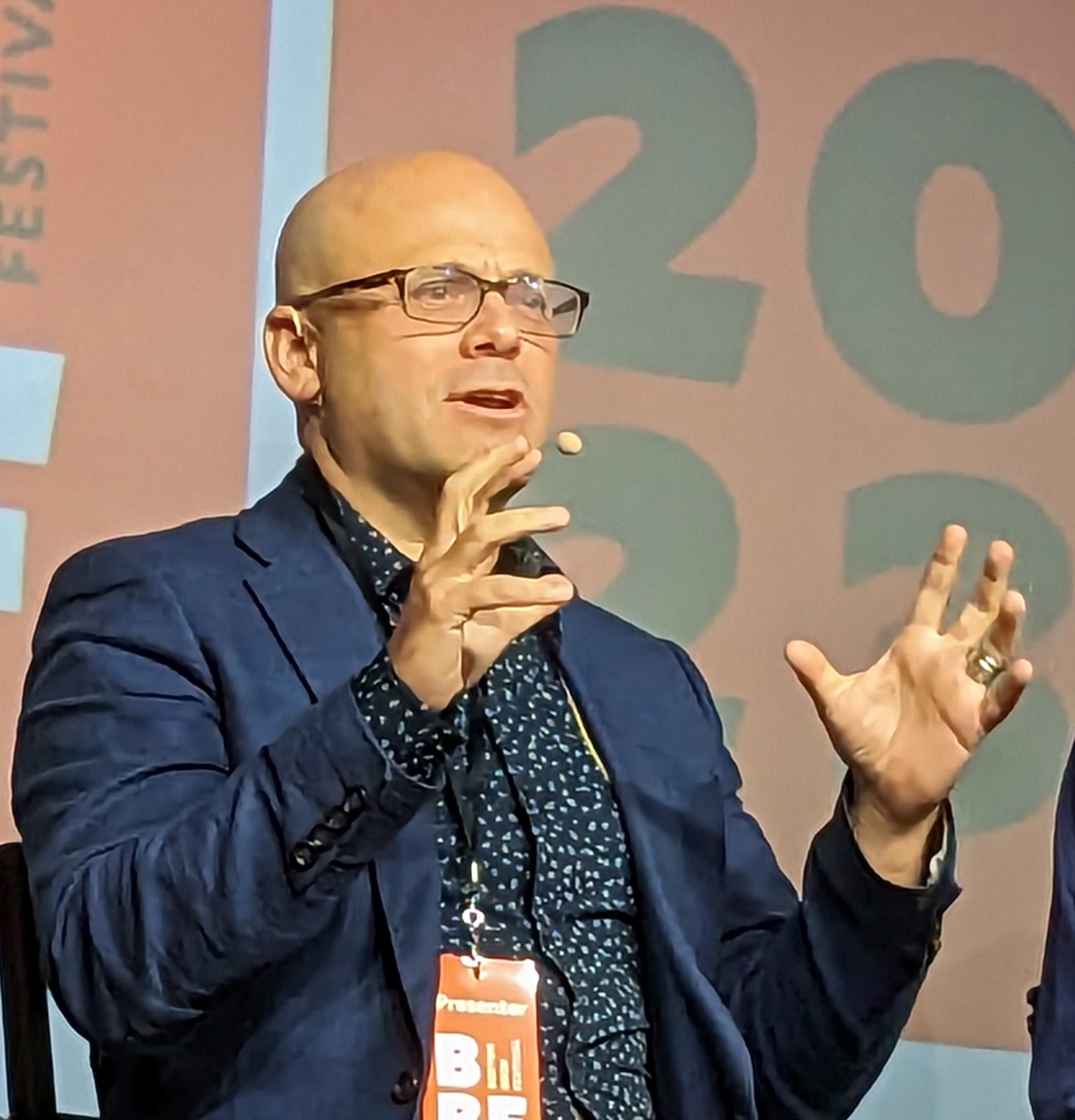
Daniel Ziblatt (2023)

Daniel Ziblatt (* 1972) ist ein US-amerikanischer Politikwissenschaftler mit den Forschungsschwerpunkten Demokratie und Demokratisierung sowie Politik und politische Geschichte Westeuropas seit dem 19. Jahrhundert. Seit 2018 ist er Eaton Professor of the Science of Government der Harvard University und seit Oktober 2020 Direktor der Forschungsabteilung Transformationen der Demokratie am Wissenschaftszentrum Berlin für Sozialforschung.

## Leben
Ziblatt, der 1990/91 ein halbes Jahr seiner Gymnasialzeit in Hinterzarten auf der Internatsschule Birklehof verbrachte, wo er Deutsch lernte und „in der sein Interesse an Politik entstanden ist“, absolvierte am Pomona College in Claremont ein Bachelorstudium mit den Hauptfächern Germanistik und Politikwissenschaft, das er 1995 abschloss. 2003 folgte der Abschluss des Postgraduiertenstudiums als Ph.D. am Fachbereich Politikwissenschaft der University of California. Seit 2003 lehrt und forscht Ziblatt am Department of Government der Harvard University, zunächst als Assistant Professor für Regierungslehre und Sozialwissenschaften (2003–2007), Associate Professor für Regierungslehre und Sozialwissenschaften (2007–2009) und Paul Sack Associate Professor für Politische Ökonomie (2009–2010), ab 2011 als Professor für Regierungslehre und seit 2018 als Eaton Professor für Regierungslehre. 2014 und 2019 war er stellvertretender Direktor des Minda De Gunzburg Centers for European Studies der Harvard University.
Ziblatt war Gastprofessor an der Ludwig-Maximilians-Universität München, am Institut d’études politiques de Paris, am Europäischen Hochschulinstitut in Florenz, an der Stanford University und am Wissenschaftszentrum Berlin für Sozialforschung (WZB). Seit Oktober 2020 leitet er in der Nachfolge Wolfgang Merkels die neue Abteilung Transformationen der Demokratie am WZB.

## Forschungstätigkeit
Ziblatt forscht zu Demokratisierungsbewegungen sowie der Geschichte und Entwicklung der Demokratie. Zusammen mit Michael Koß zählt er laut der Zeit „zu den profiliertesten Demokratieforschern der Gegenwart.“ Für sein Werk Conservative Parties and the Birth of Democracy, in dem er die historische Demokratisierung Europas betrachtet, erhielt er 2018 unter anderem den Woodrow-Wilson-Preis der American Political Science Association für das beste Buch über Regierung und internationale Beziehungen und den Barrington-Moore-Preis der American Sociological Association für das beste Buch in vergleichender historischer Soziologie.
Besondere Aufmerksamkeit erlangte Ziblatt mit dem Werk How Democracies Die (Wie Demokratien sterben. Und was wir dagegen tun können.), in dem er zusammen mit Steven Levitsky mit Blick auf die Vereinigten Staaten, Lateinamerika und Europa die Aushöhlung demokratischer Institutionen und Prozesse beschreibt. Das Buch wurde in 22 Sprachen übersetzt, stand auf der Bestsellerliste der New York Times und erhielt 2018 den NDR Kultur Sachbuchpreis sowie 2019 den Goldsmith Book Prize. Den Autoren gelinge es „überzeugend dar[zu]legen, welche Indikatoren von einem Abgleiten in den Autoritarismus zeugen […] und wie kontinuierlich demokratische Normen verletzt wurden“, die Generalisierung der Erkenntnisse misslinge ihnen jedoch, rezensierte Isabell Trommer in der Frankfurter Allgemeinen Zeitung. Tim Caspar Boehme lobte in der taz, „dass die Politologen sich dabei sachlich an politischen Handlungen orientieren, anstatt zu psychologisieren“. Lukas Leuzinger, der in der Neuen Zürcher Zeitung rezensierte, hingegen sieht in den beiden Autoren „keine Spezialisten für US-Politik“, dennoch gelinge ihnen eine „breitere Perspektive auf die Entwicklungen“, es überrasche jedoch, dass Ziblatt und Levitsky „weniger die Institutionen als die politischen Eliten für diese Entwicklung [extreme Polarisierung und eine Erosion demokratischer Normen] verantwortlich machen“.
Zu Donald Trump analysierte Ziblatt 2020 in einem Interview, dass „Warnsignale, dass er Verfassung und Demokratie nicht respektiert, […] von Anfang an“ existiert hätten. Laut Ziblatt sei jedoch beruhigend, dass „[e]ine gewisse Ebene der autoritären Inkompetenz […] die USA bisher vor Schlimmerem bewahrt“ habe.
2023 wurde Ziblatt in die American Academy of Arts and Sciences gewählt, 2025 zum korrespondierenden Mitglied der Bayerischen Akademie der Wissenschaften.

## Schriften (Auswahl)
- Structuring the State: The Formation of Italy and Germany and the Puzzle of Federalism. Princeton University Press, Princeton 2006, ISBN 978-0-691-13649-3.
- Conservative Parties and the Birth of Democracy. Cambridge University Press, Cambridge 2017, ISBN 978-1-139-03033-5.
- mit Steven Levitsky: How Democracies Die. Crown/Penguin Random House, New York 2018, ISBN 978-0-525-57453-8; deutsch: Wie Demokratien sterben: Und was wir dagegen tun können. Deutsche Verlags-Anstalt; ISBN 978-3-421-04810-3.
- mit Steven Levitsky: Tyranny of the Minority: Why American Democracy Reached the Breaking Point. Crown, New York 2023, ISBN 978-0-593-44307-1; deutschsprachige Übersetzung Die Tyrannei der Minderheit. Warum die amerikanische Demokratie am Abgrund steht und was wir daraus lernen können. Aus dem Englischen von Klaus-Dieter Schmidt. DVA, München 2024, ISBN 978-3-421-07003-6.